# 辰巳憲一
辰巳憲一（たつみ けんいち、1947年- ）は、日本の経済学者、学習院大学名誉教授。

## 略歴
大阪市生まれ。1969年大阪大学経済学部卒業、1975年米国ペンシルベニア大学大学院修了。1976年東京経済大学講師，79年助教授，1983年教授，1990年学習院大学経済学部教授に転じる。2017年定年、名誉教授。

## 著書
- 『日本の金融・資本市場 機能とインフレの実証分析』東洋経済新報社 1982
- 『日本の銀行業・証券業 金融行政と産業組織の実証分析』東洋経済新報社 1984
- 『国際企業金融論 国際証券投資と外債発行の理論と実証』東洋経済新報社 1990
- 『アナリストのための証券分析とポートフォリオ・マネジメント』有斐閣 1991
- 『アナリストのための金融論 ゼミナール』東洋経済新報社 1993
- 『デリバティブと新金融商品の数学 基本と応用 ゼミナール』東洋経済新報社 1995
- 『デリバティブと新金融商品の数学 問題と解答』東洋経済新報社 1996
- 『金融・証券市場分析の理論 新しい展開と応用』中央経済社 2004
- 『ストラクチャード・ポートフォリオ・マネジメント入門 最新投資戦略の理論』有斐閣 2005
- 『企業金融の新展開 進化する資金供給機能への期待』時事通信出版局 2015

### 翻訳
- G.J.スティグラー『価格の理論 第4版』南部鶴彦共訳 有斐閣 1991

## 論文
- <辰巳憲一